# قصف الناتو لنوفي ساد

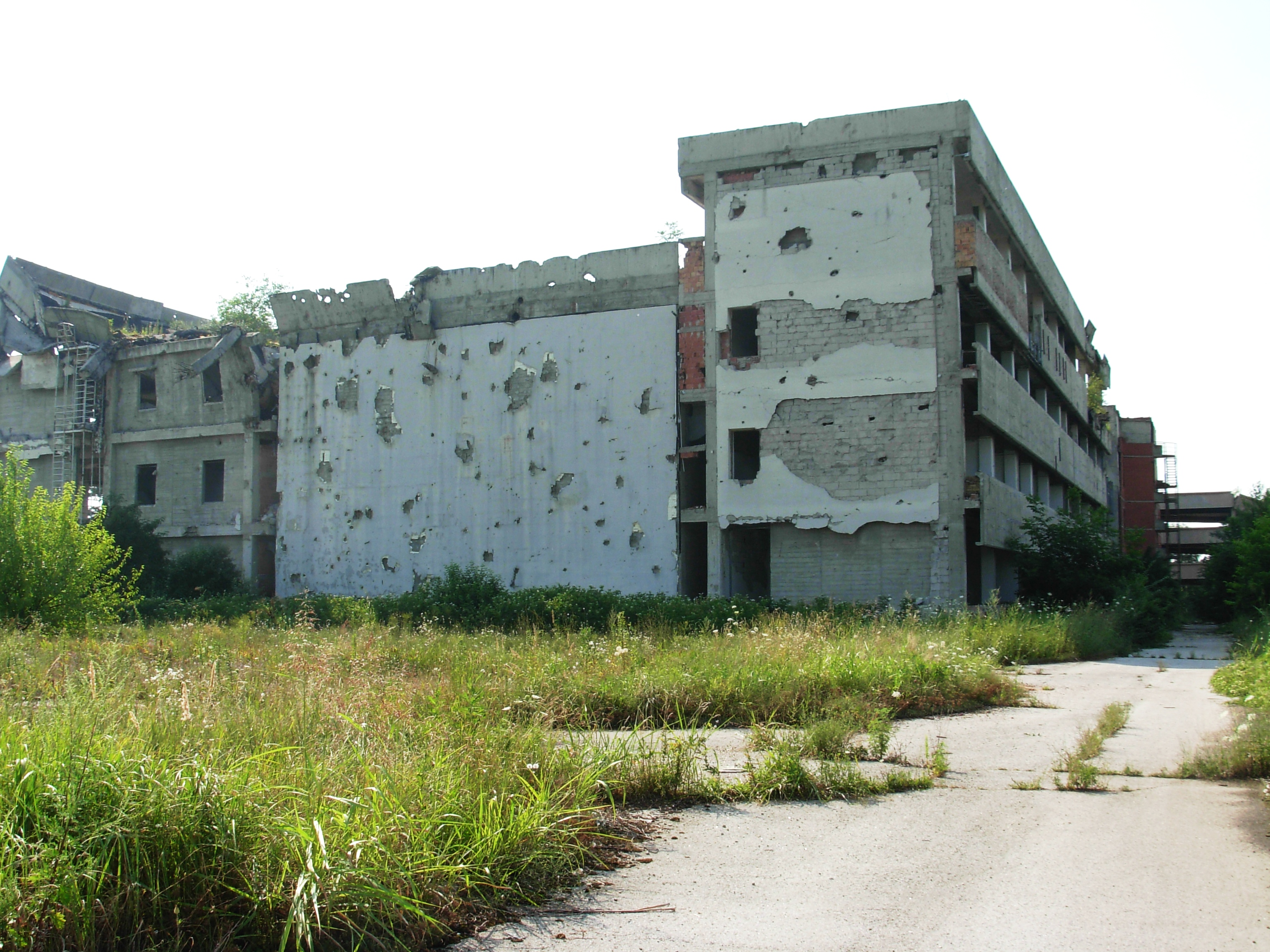
مبنى TVNS المدمر في مسيلوك

أثناء قصف الناتو ليوغوسلافيا عام 1999، تم تنفيذ قصف جوي على ثاني أكبر مدينة يوغوسلافيا نوفي ساد. وبحسب بيانات صحفية لحلف شمال الأطلسي، فإن القصف استهدف مصافي النفط والطرق والجسور ومحطات نقل الاتصالات، والمنشآت ذات الاستخدامات العسكرية. تسبب قصف المدينة في إلحاق أضرار جسيمة بالمدنيين المحليين، بما في ذلك التلوث الشديد والأضرار البيئية واسعة النطاق بالإضافة إلى عواقب دائمة على رفاهية السكان.

## التسلسل الزمني للقصف
- 24 مارس: قصف الناتو مخزنًا لمركز الشرطة بالمنطقة الصناعية وكذلك مصنع «موتينز».

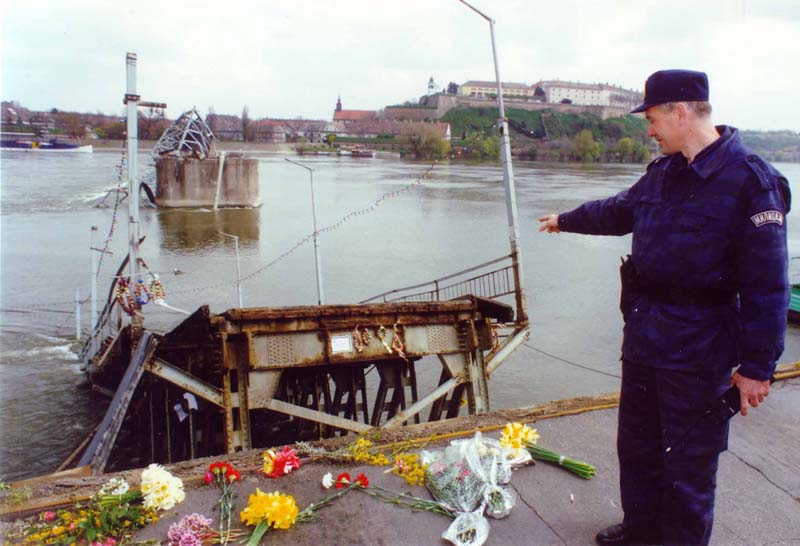
تدمير جسر فارادين.

- 1 أبريل: تم تدمير جسر فارادين القديم على نهر الدانوب بواسطة قنابل الناتو.
- 3 أبريل: تم تدمير جسر الحرية على نهر الدانوب بقنابل الناتو وأصيب سبعة مدنيين. بعد تدمير الجسر، فقد معهد أمراض القلب والأوعية الدموية في سريمسكا كامينيكا إمدادات المياه.
- 5 أبريل: قصف الناتو مصفاة النفط في المنطقة الصناعية، وكذلك جسر شيجلي على نهر الدانوب، مما أدى إلى تدميره.
- 7 أبريل / نيسان: قصف الناتو مصفاة النفط والحي السكني المدني فيدوفدانسكو ناسيلجي حيث أصيب أربعة مدنيين وألحقت أضرار بعدد من المنازل.
- 11 أبريل: قصف الناتو الهدف العسكري «ماجيفيكا» في يوغوفيتشيفو.
- 13 أبريل: قصف الناتو مصفاة النفط.
- 15 أبريل: قصف الناتو مصفاة النفط والهدف العسكري «ماجيفيكا» في يوغوفيتشيفو.
- 18 أبريل: قصف الناتو مصفاة النفط مما أدى إلى اندلاع حريق كبير ودخان كثيف تسبب في أضرار بيئية خطيرة. كما تعرض مبنى حكومة مقاطعة فويفودينا المتمتعة بالحكم الذاتي في وسط المدينة لقصف بقنابل الناتو.
- 21 أبريل: قصف الناتو مصفاة النفط وجسر شيشيلي وكذلك جسرًا بالقرب من بيشكا.

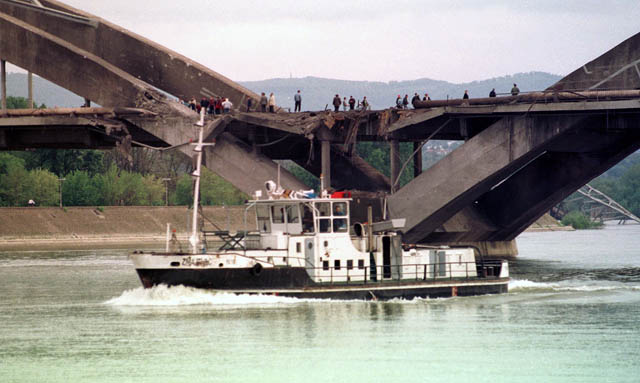
تضرر جسر شيجلي في الهجوم الأول.

- 22 أبريل: قصف الناتو جسر شيجلي على نهر الدانوب.
- 23 أبريل: قصف الناتو جهاز إرسال تلفزيوني في منطقة أوسع من نوفي ساد.
- 24 أبريل: قصف الناتو مصفاة النفط مما أدى إلى نشوب حريق ودخان. كما تعرضت فروشكا غورا للقصف.
- 26 أبريل: تمكن الناتو أخيرًا من تدمير جسر شيجلي، آخر جسر على نهر الدانوب تمتلكه المدينة.

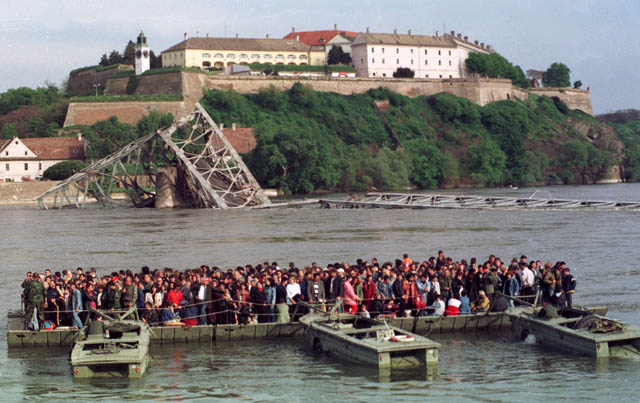
مع تدمير جميع الجسور، اضطر سكان نوفي ساد لعبور الدانوب عبر عبّارة عائمة للجيش.

- 27 أبريل: قصف الناتو مصفاة النفط وفروشكا جورا.
- 29 أبريل: قصف الناتو مصفاة النفط وفروشكا جورا.
- 1 مايو: قصف الناتو مصفاة النفط مما تسبب في تصاعد الدخان الذي غطى المدينة لعدة أيام. كما تعرضت فروشكا غورا للقصف.
- 2 مايو: قصف الناتو الضاحية الشمالية لمدينة نوفي ساد، مما تسبب في فقدان المدينة إمدادات المياه والكهرباء.
- 3 مايو: قصف الناتو مباني تلفزيون نوفي ساد في ميشيلوك وكذلك الضواحي الشمالية للمدينة.
- 6 مايو / أيار: قصف الناتو الهدف العسكري «ماجيفيكا» في يوغوفيتشيفو وكذلك الحي السكني المدني ديتيلينارا مما أدى إلى تدمير المباني السكنية.
- 7 مايو: قصف الناتو إيريشكي فيناتش وبرانكوفاتش في فروشكا غورا.
- 8 مايو: قصف الناتو الهدف العسكري «ماجيفيكا» في يوغوفيتشيفو وفروشكا غورا.
- 13 مايو: قصف الناتو مباني تلفزيون نوفي ساد في ميشيلوك. ولحقت أضرار جسيمة بمبانيها وكذلك منازل سكنية مدنية مجاورة. كما تم قصف فروشكا جورا، وكذلك التركيبات الكهربائية في ريمسكي أنشيفي مما تسبب في انقطاع الكهرباء عن المدينة مرة أخرى.
- 15 مايو: قصف الناتو برانكوفاتش في فروشكا غورا.
- 18 مايو: قصف الناتو فروشكا غورا.
- 20 مايو: قصف الناتو فروشكا غورا.
- 22 مايو: قصف الناتو فروشكا غورا بما في ذلك برج تلفزيون في إيريشكي فيناك.
- 23 مايو: قصف الناتو فروشكا غورا والمنشآت الكهربائية في ريمسكي تشانيفي.
- 24 مايو / أيار: قصف الناتو مصفاة النفط مما تسبب في دخان غطى مرة أخرى جزء من المدينة. كما تعرضت فروشكا غورا للقصف.
- 26 مايو: قصف الناتو مباني تلفزيون نوفي ساد في ميشيلوك، وكذلك دونافسكي كيج (دانوب كواي) بالقرب من وسط المدينة. كما تم قصف باراغوفو وإيريشكي فيناتش في فروشكا غورا وثكنة صغيرة في بوكوفاتش.
- 29 مايو: قصف الناتو مباني تلفزيون نوفي ساد وحي ريبنجاك السكني المدني حيث أصيب مدنيان بجروح بالغة.
- 30 مايو: قصف الناتو منطقة سكنية مدنية في سريمسكا كامينيتشا بالقرب من سيارة إسعاف حيث أصيب طفل بجروح بالغة ودمر منزلين مدنيين. كما تم قصف منطقة ريبنجاك السكنية المدنية بالإضافة إلى مباني تلفزيون نوفي ساد، ونفق بالقرب من جسر ليبرتي الذي دمر سابقًا، وطريق بالقرب من مدخل سريمسكا كامينيكا، وجزء من فروشكا غورا بين باراغوفو وكروسيدول، والمنطقة الشمالية المجاورة نوفي ساد.
- 31 مايو: قصف الناتو منشآت كهربائية في ريمسكي تشانشيفي مما تسبب في فقدان المدينة لإمدادات المياه والكهرباء. كما تعرضت فروشكا غورا للقصف.
- 1 يونيو: قصف الناتو مستوطنات الضواحي جينيج وبيجيتشيفي سالاشي، وكذلك فروشكا غورا.
- 2 يونيو: قصف الناتو فروشكا غورا.
- 4 يونيو: قصف الناتو برانكوفاتش وأوت في فروشكا غورا.
- 8 و 9 حزيران يونيو: قصف الناتو مصفاة النفط، وقتل مدني واحد وأصيب مدنيان وطفل بجروح بالغة. كما تم قصف الحي السكني المدني أنجاج حيث قتل مدني واحد، ميلان باجيتش (42 سنة)، وأصيب عدد آخر من المدنيين، بينما دمرت عدة منازل مدنية. على الرغم من أن هذا كان أكثر أيام القصف دموية، إلا أنه كان أيضًا الأخير.

## الآثار

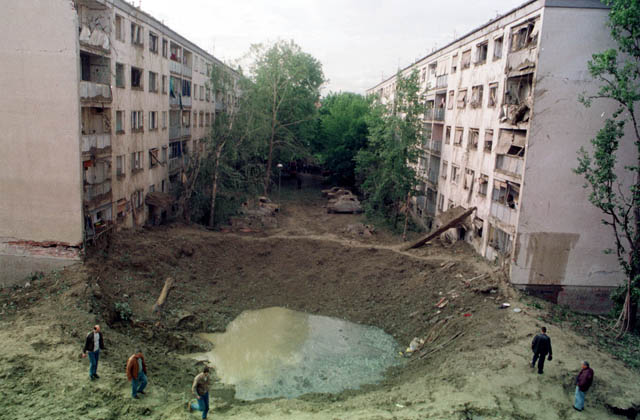
أصاب صاروخ الناتو المنطقة الواقعة بين مبنيين سكنيين ومدرسة ابتدائية «سفيتوزار ماركوفيتش توزا».

### التأثير على المدنيين
تأثر المدنيون في نوفي ساد بشكل كبير بقصف مدينتهم. تعرضت مصفاة النفط بالمدينة للقصف بشكل يومي، مما تسبب في تلوث شديد وضرر بيئي واسع النطاق.

#### تأثير مباشر
وأسفر القصف عن سقوط قتلى وجرحى في صفوف المدنيين. أولئك الذين لم يتعرضوا لأذى جسدي مباشر يعانون من عواقب على صحتهم الجسدية بسبب الأضرار البيئية وكذلك العواقب الدائمة على الصحة النفسية الناجمة عن ما يقرب من 3 أشهر من الصدمة والخوف. بسبب هجمات الناتو، ترك العديد في نوفي ساد عاطلين عن العمل.
والجدير بالذكر أن الناتو اتُهم بالفشل في إعطاء «تحذير مسبق فعال» من الهجمات التي قد تؤثر على المدنيين، كما هو مطلوب في البروتوكول الأول. وكان أحد هذه الهجمات حيث اتهم الناتو بذلك هو قصف وزارة التعليم في نوفي ساد، المباني التي أدارت برامج الرعاية الاجتماعية.

#### التأثير على البنية التحتية

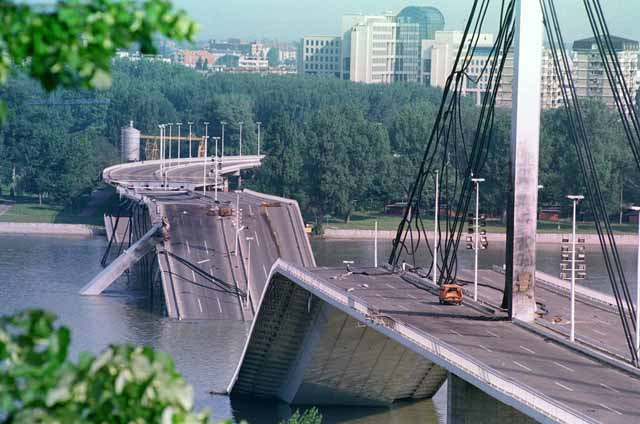
دمر جسر الحرية في غارة جوية للناتو.

ترك قصف الناتو المدينة بدون أي من جسور نهر الدانوب الثلاثة، والاتصالات والمياه والكهرباء، مما أضعف بشدة الحياة اليومية لسكان نوفي ساد. تم إعادة بناء الجسور الثلاثة اعتبارًا من 2018 جسر شيلج.
وانقطعت إمدادات المياه (بما في ذلك مياه الشرب) عن أجزاء من المدينة نتيجة القصف. أدى هجوم واحد إلى قطع إمدادات المياه عن 40 ألف شخص في بتروڤارادين، وتعطيل إمدادات المياه بشدة لـ300 ألف شخص في نوفي ساد. تمت استعادة الخدمات بعد عامين فقط، ويرجع ذلك جزئيًا إلى تمويل من بريطانيا، إحدى الدول التي قصفت أهدافًا في المدينة عام 1999.

#### التأثير على البيئة

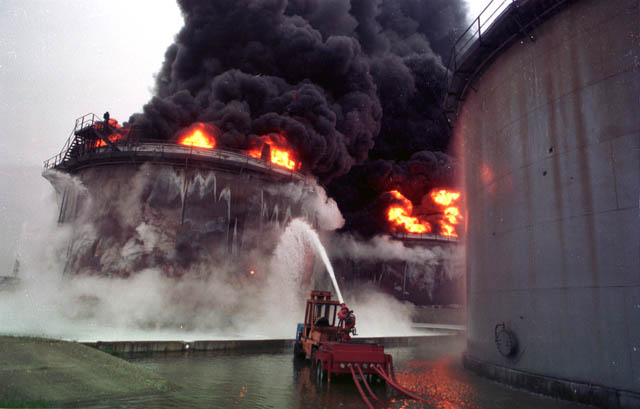
إصابة مصفاة بصاروخ الناتو.

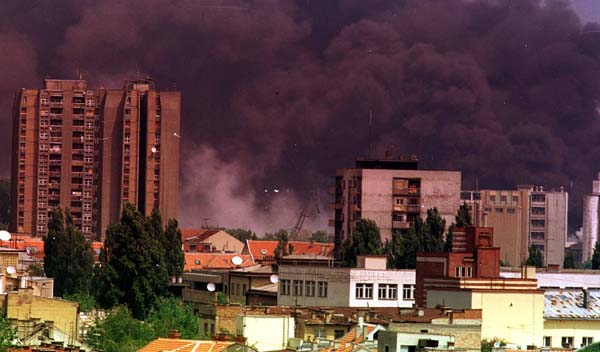
دخان من مصفاة نفط في نوفي ساد.

كان لقصف نوفي ساد تداعيات على البيئة. وجدت دراسة للأمم المتحدة (بعثات «المواقع الصناعية» و «الدانوب» التابعة لـ BTF) أن هناك قضايا بيئية خطيرة، «تتطلب إجراءات فورية»، بعضها نتج عن القصف. تسبب قصف مصفاة نوفي ساد في اندلاع حرائق أدت إلى حرق 50 ألف طن من النفط الخام، وإرسال السموم والمواد المسرطنة إلى الهواء وتلويث المياه الجوفية. كانت دراسة BTF معقدة بسبب التلوث الشديد الذي كان موجودًا قبل القصف، حيث أشارت المجموعة إلى أن «الإغلاق القسري للمصفاة ربما أدى إلى تحسينات محلية في البيئة المائية، بسبب انخفاض محتمل في التلوث المزمن».
بمجرد تجميع جميع عينات نوفي ساد (مهمة الدانوب)، «استنادًا إلى المراقبة الميدانية ونتائج تحليل العينة، خلص الصندوق إلى عدم وجود دليل على وجود آثار ضارة كبيرة على البيئة المائية في نهر الدانوب نتيجة الضربات الجوية على نوفي مصفاة حزينة. يُعتقد أن معظم الزيوت والمنتجات النفطية التي تم إطلاقها قد تم حرقها ولم يدخل النهر أي كمية كبيرة منها».
وجدت دراسة BTF أيضًا أنه قبل الضربات الجوية، ساعد الفنيون المحليون في تقليل الآثار الضارة المحتملة للضربات الجوية عن طريق «إزالة المنتجات النفطية التي يمكن أن تكون ضارة بصحة الإنسان إذا انسكبت أو احترقت، مثل زيت المحولات المحتوي على ثنائي الفينيل متعدد الكلور. كما تم تسريع الإنتاج لاستخدام أكبر قدر ممكن من النفط الخام والمنتجات الوسيطة والمواد المضافة، وتم شحن المنتجات النهائية إلى مواقع أخرى. وتم خلط الزيت المتبقي بالبنزين بحيث تشتعل الخزانات في حالة اصطدامها بدلاً من التسرب إلى التربة والمياه الجوفية».
ليس حتى عام 2003، تم الإعلان عن نهر الدانوب مرة أخرى. استغرقت لجنة الدانوب أربع سنوات من العمل لإزالة حطام الجسور والذخائر التي تعرضت للقصف. لم تكن إزالة الأنقاض مهمة فقط لنوفي ساد، ولكن للدول الأوروبية (المجر ورومانيا) التي تأثرت اقتصاديًا بحصار حركة المرور النهرية إلى البحر الأسود بسبب القصف.

## آراء الأطراف المعنية
اتهم الناتو بارتكاب جرائم حرب بسبب طبيعة بعض الغارات الجوية. وجد بعض سكان نوفي ساد أنه من المفارقات أن تكون نوفي ساد مستهدفة بشدة من قبل الناتو بسبب حقيقة أنه خلال وقت القصف، كانت المدينة تحكمها المعارضة الديمقراطية المحلية، التي كانت ضد النظام في بلغراد. لذلك، لم يفهم بعض مواطني نوفي ساد سبب استهداف المدينة بكثافة بسبب الأحداث في كوسوفو.
ذكر بيان صحفي بعد مرور عام على قصف الأمين العام لحلف الناتو آنذاك روبرتسون، أن الناتو واجه تعقيدات من الاستخدام العسكري اليوغوسلافي للمباني المدنية والدروع البشرية. وعبر مسؤولو الناتو عن «أسفهم العميق لسقوط ضحايا مدنيين».
يدعي الناتو أن قصف أهداف مثل الجسور كان يهدف إلى إضعاف هيكل القيادة والسيطرة في الجيش اليوغوسلافي. ومع ذلك، فإن فعالية الحملة واختيار الأهداف كانت موضع تساؤل من قبل جماعات حقوق الإنسان، بعد قصف جسور ليس لها صلة إستراتيجية يمكن تصورها بالوضع العسكري في كوسوفو، بما في ذلك جسر أدى إلى المجر، دولة الناتو. جادل MAICL بأن الوفيات المدنية المتسببة كانت غير متناسبة بشكل واضح مع الفوائد العسكرية ردًا على تبرير الناتو لأعماله.

## روابط خارجية
- صور القصف
- عواقب القصف - إيكوسيد باللغة الصربية
- عواقب القصف -قصة الجسور باللغة الصربية
- عواقب القصف - ستامبين زغراد باللغة الصربية
- قصة الإنقاذ باللغة الصربية
- برنامج الأمم المتحدة للبيئة - تقرير فرقة عمل البلقان
- بيان الناتو حول العملية بعد عام واحد